# Rick Santorum
Richard John „Rick” Santorum (ur. 10 maja 1958 w Winchester (Wirginia)) – amerykański polityk, senator ze stanu Pensylwania (wybrany w 1994 i ponownie w 2000), członek Partii Republikańskiej.
W latach 1991–1995 członek Izby Reprezentantów USA z 18. okręgu stanu Pensylwania. Następnie przez dwie kadencje (1995–2007) senator.
Kandydował na trzecią kadencję, w wyborach mających odbyć się 7 listopada 2006. Jego przeciwnikiem z Partii Demokratycznej był Bob Casey Jr. Santorum, którego porażkę przewidywano od niemal samego początku, wyraźnie przegrał wybory (1.652.486 głosów – 41,3% przy 2.345.082 głosów – 58,7% rywala). Jego kadencja skończyła się 4 stycznia 2007.
Jest ojcem szóstki dzieci. Przeciwnik aborcji i małżeństw homoseksualnych, a nawet stosunków homoseksualnych (w wywiadzie dla Associated Press wspomniał, że można prawnie zakazać stosunków homoseksualnych). W teorię ewolucji wierzy tylko w skali mikro.
Był autorem poprawki umożliwiającej przyjazd Polaków do USA bez wiz. Poprawka nie przeszła.
Uczestnik prawyborów prezydenckich Partii Republikańskiej w 2012.
27 maja 2015 oficjalnie ogłosił, że wystartuje w prawyborach prezydenckich Partii Republikańskiej w 2016 roku. 3 lutego 2016 po prawyborach w Iowa oświadczył, że rezygnuje z dalszego uczestnictwa w wyścigu o nominację prezydencką Partii Republikańskiej.